# Laneuveville-derrière-Foug
Laneuveville-derrière-Foug település Franciaországban, Meurthe-et-Moselle megyében. Lakosainak száma 155 fő (2022. január 1.). Laneuveville-derrière-Foug Bruley, Foug, Lucey és Trondes községekkel határos.

## Népesség
A település népességének változása:
| Lakosok száma | 111  | 116  | 147  | 141  | 141  | 149  | 149  | 153  | 155  | 155  |
|               | 1968 | 1982 | 1990 | 2006 | 2013 | 2015 | 2017 | 2019 | 2020 | 2022 |